# I liga polska w rugby (1974/1975)
I liga polska w rugby (1974/1975) – dziewiętnasty sezon najwyższej klasy ligowych rozgrywek klubowych rugby union w Polsce. Tytuł mistrza Polski obroniła Polonia Poznań, drugie miejsce zajęła drużyna AZS AWF Warszawa, a trzecie Skra Warszawa.

## Uczestnicy rozgrywek
W rozgrywkach I ligi uczestniczyły w tym sezonie cztery najlepsze drużyny poprzedniego sezonu: Polonia Poznań, AZS AWF Warszawa, Lechia Gdańsk i Skra Warszawa, oraz dwie drużyny, które awansowały z II ligi: Budowlani Łódź i Mazovia Mińsk Mazowiecki.

## Przebieg rozgrywek
Rozgrywki toczyły się w systemie jesień–wiosna, każdy z każdym, dwukrotnie mecz i rewanż. Z uwagi na planowane od kolejnego sezonu poszerzenie ligi z sześciu do ośmiu zespołów, do II ligi nie spadła żadna drużyna.
Wyniki spotkań:
|                          | Polonia Poznań | Polonia Poznań | AZS AWF Warszawa | AZS AWF Warszawa | Lechia Gdańsk | Lechia Gdańsk | Skra Warszawa | Skra Warszawa | Budowlani Łódź | Budowlani Łódź | Mazovia Mińsk Mazowiecki | Mazovia Mińsk Mazowiecki |
| Polonia Poznań           | –              | –              | 7:0              | 3:13             | 11:14         | 3:9           | 25:13         | 34:6          | 6:4            | 40:3           | 9:0 (wo)                 | 84:3                     |
| AZS AWF Warszawa         | 20:3           | 3:10           | –                | –                | 12:3          | 80:3          | 37:7          | 27:6          | 40:11          | 32:6           | 80:0                     | 90:4                     |
| Lechia Gdańsk            | 0:3            | 3:31           | 13:3             | 3:10             | –             | –             | 19:7          | 6:7           | 26:4           | 32:14          | 26:3                     | 49:3                     |
| Skra Warszawa            | 13:13          | 8:16           | 9:3              | 0:7              | 12:4          | 21:7          | –             | –             | 33:18          | 19:10          | 94:3                     | 9:0 (wo)                 |
| Budowlani Łódź           | 18:20          | 3:23           | 3:27             | 20:30            | 10:23         | 9:0 (wo)      | 0:41          | 6:18          | –              | –              | 15:6                     | 29:0                     |
| Mazovia Mińsk Mazowiecki | 4:24           | 14:23          | 8:35             | 3:53             | ?:28          | 0:9           | 6:32          | 16:18         | 4:36           | 22:10          | –                        | –                        |

Tabela końcowa:
| Pozycja | Drużyna                  | Punkty razem | Bilans punktów |
| ------- | ------------------------ | ------------ | -------------- |
| 1       | Polonia Poznań           | 53           | 398:151        |
| 2       | AZS AWF Warszawa         | 52           | 602:122        |
| 3       | Skra Warszawa            | 45           | 373:257        |
| 4       | Lechia Gdańsk            | 39           | 277:253        |
| 5       | Budowlani Łódź           | 28           | 229:442        |
| 6       | Mazovia Mińsk Mazowiecki | 20           | 99:753         |

## II liga
Równolegle z rozgrywkami I ligi 6 drużyn rywalizowało w II lidze. W porównaniu z poprzednim sezonem nową drużyną była tu Juvenia Kraków, w której reaktywowano sekcję rugby po kilkunastu latach. Rozgrywki toczyły się w systemie jesień–wiosna, każdy z każdym, dwukrotnie mecz i rewanż. Dwie najlepsze drużyny miały w kolejnym sezonie awansować do I ligi.
Końcowa klasyfikacja II ligi (na zielono wiersze z drużynami, które awansowały do I ligi):
| Pozycja | Drużyna         |
| ------- | --------------- |
| 1       | Posnania Poznań |
| 2       | Orkan Sochaczew |
| 3       | Bałtyk Gdynia   |
| 4       | Ogniwo Sopot    |
| 5       | Czarni Bytom    |
| 6       | Juvenia Kraków  |

## Inne rozgrywki
W finale Pucharu Polski Polonia Poznań pokonała Posnanię Poznań 15:7. W mistrzostwach Polski juniorów zwycięstwo odniosła drużyna Budowlani Łódź. 